# B.U.G. Mafia
B.U.G. Mafia, ou simplement Mafia, est un groupe de hip-hop roumain, originaire de Pantelimon. Son style musical s'inspire un peu de la West Coast américaine. Certaines personnes pensent que le nom veut dire « Bucuresti Under Ground Mafia », d'autres disent que le nom vient de « Black UnderGround Mafia ». Formé en 1993 sous le nom de Black Underground, la formation originale comprend Vlad « Tataee » Irimia, Dragoș « Caddillac » Vlad-Neagu et deux autres membres, D.D. et Mr. Nobody, qui quitte le groupe à la fin de l'année. Irimia et Vlad-Neagu, étaient étudiants à cette période, et travaillaient sur des albums solo. Le groupe joue à l'origine comme duo à Bucarest pendant les bals de promos au lycée puis, après plusieurs échecs pour adopter l'anglais dans leur musique, ils recrutent Alin « Uzzi » Demeter en 1995 et font finalement la transition de leurs paroles en roumain,.
Au fil des années, le groupe crée la polémique avec leurs paroles agressives. S'autoproclamant de classe post-communiste roumaine, venant de HLM communistes pauvres ou hostiles à la police, ils sont le plus souvent banni de la télévision et des radios locales, et parfois même interdits de tourner, après avoir passé une nuit en prison avant un concert à Drobeta-Turnu Severin en 1997,. Malgré ces controverses, leurs paroles sont prônées par des figures littéraires telles qu'Emil Brumaru et Mircea Cărtărescu,. Bien que possédant un budget modeste en 1995, ils publient leur premier album Mafia qui marque la naissance du gangsta rap et grâce auquel ils feront désormais partie de la scène émergente du hip-hop roumain.

## Biographie

### Débuts (1993–1995)
Le groupe est formé à la fin 1993 lorsque à la rencontre du producteur Vlad « Tataee » Irimia et de Dragoş « Caddillac » Vlad-Neagu à Bucarest. Tataee, à cette période toujours lycéen, s'intéresse à vouloir faire une carrière musicale professionnelle depuis 1992, jusqu'à ce qu'il produise sous le nom de Doom, une démo indépendante intitulée Straight Outta da Hell ; Caddillac a fait de même sous le nom de MC La Duc en sortant la chanson Apocalipse en 1993. Ainsi, les deux partageront un intérêt commun et s'associeront. Alors que la Roumanie a réussi à mettre un terme au régime communiste pendant la révolution de 1989, plusieurs albums et bootlegs occidentaux inondent le marché. Irimia et Vlad-Neagu adopteront le nom de Black Underground et l'abrégeront B.U.G. à la fin 1993. Deux amis d'Irimia et Vlad-Neagu, D.D. et Mr. Nobody se joindront à eux par la suite, mais quitteront par manque d'intérêt à la fin 1994, avant que le groupe n'ait enregistré quelque chose,. En mars 1994, Irimia et Vlad-Neagu, sous les noms de Doom et Klax 187 respectivement, retravaillent la démo d'Irimia pour en faire leur premier single. Aux Uniplus Radio Studios de Bucarest, ils rééditent la chanson gardant le titre Straight Outta da Hell et l'enregistrent avec Florin « DJ Sensei » Cojocaru. Straight Outta da Hell est publié un mois plus tard sur Uniplus Radio pendant le programme de soirée YO! Rap is Moving animé par Adrian Niculescu, personnalité et DJ local. Peu après, Tataee et Caddillac réussissent à se participer à un concert pour Bucarest, une expérience qui s'avérera horrible,
Le hip-hop émergeant pendant le début des années 1990 en Roumanie, le groupe s'associe à Romeo Vanica, claviériste et ancien membre d'un groupe de rock local appelé Mondial, qui accepte de leur prêter ses équipements de studio en 1994 alors qu'ils commencent à enregistrer un premier album en anglais intitulé Breakin' da Law,.

### Mafia et succès national (1995–1997)
Le groupe publie Mafia à la fin 1995 et, la distribution par label spécialisé étant encore inexistante en Roumanie à cette époque, l'album est publié un temps à Bucarest. L'album, enregistré par le claviériste de Holograf et producteur Antonio « Tino » Furtună, comprend quinze chansons, dont une en collaboration avec le groupe local M&G, l'artiste Marijuana et l'actrice roumaine Rona Hartner. C'est à partir de cet album que le groupe s'autoproclame de classe post-communiste roumaine, venant de HLM communistes pauvres ou hostiles à la police, reflétant la jeunesse urbaine en colère. Avec des chansons comme Viață de borfaș, Ucigaș et Înc-o Cruce-n Cimitir, ils partagent leur point de vue des violences urbaines.
Malgré la mauvaise qualité sonore et la faible publicité, il crée une certaine controverse qui permettra au groupe de signer au label Cat Music, l'un des plus grands en Roumanie, se popularisant ainsi à l'échelle nationale. Mafia  est fréquemment cité par le connaisseurs du hip-hop roumain comme le troisième album du genre, après Rap-Sodia efectului defectului de R.A.C.L.A., et Poezii pentru pereţi de Paraziții.
Après leur premier album, leurs paroles pleines de violence, de sexe et d'insultes mènent à la polémique. Cette situation crée un buzz médiatique qui attire l'intérêt d'Alin Braşov, un avocat américano-roumain dirigeant et également l'un des quatre associés de Cat Music, une branche de Sony Records. Braşov, ayant entendu parler de la montée fulgurante du groupe de gangsta rap américain N.W.A aux États-Unis, convainc ses trois associés, Emanuel Maxwell, Sorin Golea et Dan Popi, de donner une chance au groupe. B.U.G. Mafia est alors signé chez Cat Music et publie son deuxième album, qui est l'EP Înc-o zi, înc-o poveste. Il comprend le premier single à succès du groupe, Pantelimonu' Petrece qui fait participer la jeune chanteuse pop Iuliana « July » Petrache. Tataee, lors d'un entretien avec Radio ZU en 2009, révèle que ce single est devenu un succès un jour avant l'adoption par la Roumanie de loi sur les droits d'auteur, qui empêchera le groupe de gagner de l'argent.

### Controverses et suites (1997–2008 )
Alors que Cat Music devient un label pleinement professionnel, le groupe se fait remarquer par les médias roumains. Au début de 1997, Tataee, Caddilac et Uzzi, accompagné de des membres de La Familia, Tudor Sisu et Dragos « Puya » Gardescu, sont appréhendés par la police après un concert à Drobeta-Turnu Severin. La Roumanie étant encore un pays conservateur depuis le milieu des années 1990, le code pénal roumain interdit l'usage d'insultes en place publique. Refusant de prendre en compte le fait que cela a été fait en concert et non sur la place publique, la police embarque les cinq individus accusés d'outrages. Ils passeront 10 heures dans les locaux de police à Turnu Severin.
En été, le groupe se met à travailler sur un quatrième album, IV: Deasupra tuturor. Leur producteur, Tataee, collaborera avec Eddy « DJ Phantom » Schneider, qui définira encore plus le style G-funk. L'album est le premier du groupe enregistré sur CD et cassette.
Le groupe publie le premier single de son cinquième album, Pentru '98 en juin 1998. Le single face B, N-ai fost acolo deviendra un succès viral. De Cartier devient l'album le mieux vendu de B.U.G. Mafia's, avec plus de 125 000 exemplaires vendus, et catapulte le groupe dans la popularité à travers le pays. Le succès de l'album attire l'intérêt de la chanteuse pop Loredana Groza pour une collaboration. La chanson qui en résulte, Lumea e a mea, est publiée comme single à la fin 1998 et devient un hit instantané en Roumanie. Ce succès leur permet de tourner u nclip de la chanson, qui est le premier dans la catégorie hip-hop roumain jamais tourné. B.U.G. Mafia continue ses chansons en 1999 et, après le succès de leurs concerts à Bucarest est invité par Mihai Tatulici à son talk-show. Ainsi, cette apparition dope les ventes de leur sixième album, Dupa blocuri, qui est publié au début de 2000 chez Cat Music. Accompagné d'un autre clip, l'album est le plus sombre jamais créé par le groupe.
Întotdeauna pentru totdeauna, leur nouvel album est publié à la fin 2000. Leur huitième album, Băieţii Buni, est publié en 2003. Tataee, pour cet album, emploie de nouvelles techniques de production. Avec 22 chansons, il s'agit de l'album le plus long de B.U.G. mais aussi le premier à ne pas faire participer de chanteuse. Sa suite, Baietii buni, ne sera publié qu'en 2011.

### Période Internet (depuis 2009)
Plusieurs changements s'opèrent après la sortie de la série de best-of Viata Noastra. Le groupe quitte Cat Music. Tataee mentionne que le groupe devait effectuer une nouvelle approche, celle d'Internet, qui a joué un rôle crucial de l'industrie du disque.

## Discographie
- 1995 - Mafia
- 1996 - Înc-o zi, înc-o poveste
- 1996 - Născut și crescut în Pantelimon
- 1997 - Hoteluri
- 1997 - Deasupra tuturor
- 1998 - Pentru '98
- 1998 - De cartier'
- 1999 - România
- 2000 - După blocuri
- 2000 - Un 2 si trei de 0
- 2000 - Întotdeauna pentru totdeauna
- 2001 - Poezie de stradă
- 2002 - B.U.G. Mafia prezintă CASA
- 2003 - Băieți buni
- 2005 - Străzile
- 2006 - Viața noastră vol. I
- 2009 - Viața noastră vol. II
- 2011 - Înapoi în viitor